# Willy-Brandt-Gesamtschule (Bochum)
Die Willy-Brandt-Gesamtschule  ist eine Gesamtschule im Stadtteil Werne von Bochum. Sie wurde als erste deutsche Schule nach dem vierten Bundeskanzler der Bundesrepublik Deutschland, Willy Brandt, benannt.
Die 1988 gegründete Schule besteht aus zwei älteren Schulgebäuden und einem neu erbauten Komplex mit mehreren Sporthallen, Lehrschwimmbecken, Technik-, Spiele- und Informatikräumen, zudem hat sie auch einen Zugang zu einem Sportplatz.
Die Willy-Brandt-Gesamtschule verfügt im Hauptgebäude über entsprechende Einrichtungen, wie eine Mensa und eine von Eltern, Schülern und Lehrern betriebene Cafeteria bzw. ein Kiosk für die Schüler.
Die Oberstufe ist in einer Dependance (renoviertes Gebäude einer ehemaligen Hauptschule) untergebracht, ca. 1500 m Luftlinie nordöstlich des Hauptgebäudes im Zentrum des Ortsteils in der Straße „Deutsches Reich“.
Circa 1330 Schülern bietet die Willy-Brandt-Gesamtschule die Möglichkeit, jeden in Nordrhein-Westfalen erreichbaren allgemeinbildenden Schulabschluss zu erlangen. Etwa 108 Lehrer unterrichten die Schüler in verschiedenen allgemeinbildenden Fächern, wobei sich der Schwerpunkt der Schule in den Naturwissenschaften festmachen lässt. So bestehen Kooperationsverträge mit der Ruhr-Universität Bochum, der Hochschule Bochum, der Innung des Kfz-Handwerks, der Barmer Ersatzkasse und BP.
Zahlreiche Arbeitsgemeinschaften werden am Dienstag-, Mittwoch- und Freitagnachmittag angeboten. Die AGs erstrecken sich über ein breit gefächertes Angebot von Chemie bis Informatik, von Billard bis Erste Hilfe.
Der Schulsportverein bietet die Möglichkeit, unter der Anleitung qualifizierter Lehrer und Übungsleiter verschiedene Sportarten (Badminton, Volleyball, Basketball, Tischtennis, Gymnastik u. a.) zu betreiben bzw. zu erlernen.
Die Willy-Brandt-Gesamtschule nimmt am Projekt Selbstständige Schule der Landesregierung Nordrhein-Westfalen teil.